# Balkan-Liga 1994/95
Die Saison 1994/95 war die erste Spielzeit der Balkan-Liga, einer supranationalen Eishockeyliga aus Südosteuropa. Meister wurde HK Partizan Belgrad.

## Modus
In der Hauptrunde absolvierte jede der sechs Mannschaften insgesamt zehn Spiele. Der Erstplatzierte der Hauptrunde wurde Meister. Für einen Sieg erhielt jede Mannschaft zwei Punkte, bei einem Unentschieden gab es einen Punkt und bei einer Niederlage null Punkte.

## Hauptrunde
|    | Klub                        | Sp | S  | U | N | Tore  | Punkte |
| -- | --------------------------- | -- | -- | - | - | ----- | ------ |
| 1. | HK Partizan Belgrad         | 10 | 10 | 0 | 0 | 55:21 | 20     |
| 2. | SC Miercurea Ciuc           | 10 | 6  | 1 | 3 | 47:22 | 12     |
| 3. | HK Roter Stern Belgrad      | 10 | 5  | 0 | 5 | 47:47 | 9      |
| 4. | Sportul Studentesc Bukarest | 10 | 2  | 2 | 6 | 31:53 | 6      |
| 5. | HK Slawia Sofia             | 10 | 2  | 2 | 6 | 26:44 | 5      |
| 6. | HK Lewski Sofia             | 10 | 2  | 1 | 7 | 23:42 | 4      |